# Thibaud (Dominica)
Thibaud ist ein Ort im Norden von Dominica. Die Gemeinde hatte im Jahr 2011 486 Einwohner. Thibaud liegt im Parish Saint Andrew.

## Geschichte
Thibaud ist bereits auf der ersten detaillierten Karte Dominicas aus dem Jahr 1768 zu finden. Der Ort ist nach dem französischen Siedler Louis Thibaud benannt. Nach Ende der Sklaverei ließen sich Arbeiter von den umliegenden Anwesen hier nieder und die Gemeinde wuchs.

## Wirtschaft und Infrastruktur
Fischerei und Landwirtschaft sind die beiden Hauptindustrien der Ortschaft.